# Hans Heinz Stuckenschmidt
Hans Heinz Stuckenschmidt (* 1. November 1901 in Straßburg; † 15. August 1988 in Berlin) war ein deutscher Musikwissenschaftler und Musikkritiker.

## Biografie
Der aus einer Offiziersfamilie stammende Stuckenschmidt war der Sohn des späteren Generalmajors Johannes Stuckenschmidt und dessen Ehefrau Clara Viktoria Helene, geborenen Cerf. Er schrieb bereits mit 19 Jahren als Berliner Korrespondent Musikkritiken für die Prager Zeitschrift Bohemia, lebte dann als freier Musikschriftsteller in Hamburg, Wien, Paris, Berlin und Prag, setzte sich früh für avantgardistische Musik ein und lernte zahlreiche Komponisten und Interpreten persönlich kennen. Im Sommer 1920 nahm er an der Ersten Internationalen Dada-Messe teil. 1923/1924 leitete er mit Josef Rufer den Konzertzyklus Neue Musik in Hamburg, lebte 1924 in Wien und 1925 in Paris, wo er mit den Komponisten der Groupe des Six bekannt wurde. 1927/1928 organisierte er die Konzerte der Berliner Novembergruppe mit, 1929 wurde er dann Nachfolger von Adolf Weißmann als Musikkritiker bei der Berliner Zeitung am Mittag. Zahlreiche seiner Aufsätze erschienen im Anbruch. Stuckenschmidt hatte auch Ambitionen zur Komposition, von den sechs kurzen Klavierstücken, die er zwischen 1919 und 1926 schrieb, sind allerdings nur zwei in entlegenen Zeitschriften gedruckt worden. Er befasste sich seit seiner Teilnahme an Arnold Schönbergs Analyse-Seminaren 1931–1933 mit Leben und Werk des Komponisten und wertete als erster dessen Nachlass für eine Biografie aus (Arnold Schönberg, 1951, 1957, 1974). Er schrieb unter anderem Bücher über Boris Blacher, Ferruccio Busoni und Maurice Ravel. 1932 heiratete er die Sopranistin
Margot Hinnenberg-Lefèbre.
1934 wurde er wegen seines Engagements für die Neue Musik und für jüdische Musiker mit Schreibverbot belegt. Auslöser war eine Denunziation durch Fritz Stege. Das Verfahren gründete, wie Frank Hilberg urteilt, auf „meist haltlosen Vorwürfen (‚mangelnde sittliche Reife‘)“. Hilberg weiter: „Der Nazi Fritz Stege hatte 1933 das Kesseltreiben eröffnet und setzte alle seine Verbindungen zu nationalsozialistischen Organisationen ein, um Stuckenschmidt (und andere Anwälte der Neuen Musik) zu beseitigen. Selten einmal gibt es die Möglichkeit, solch einen auf Lüge, Denunziation und Gesinnungsurteile getriebenen Prozess auch in Einzelheiten nachzuvollziehen. Beklemmend ist die Dimension solcher Willkürherrschaft – die nicht allein zu Existenzfragen führen, sondern auch Familienmitglieder betreffen. 1934 wurde Stuckenschmidt aus dem Reichsverband der deutschen Presse ausgeschlossen.“

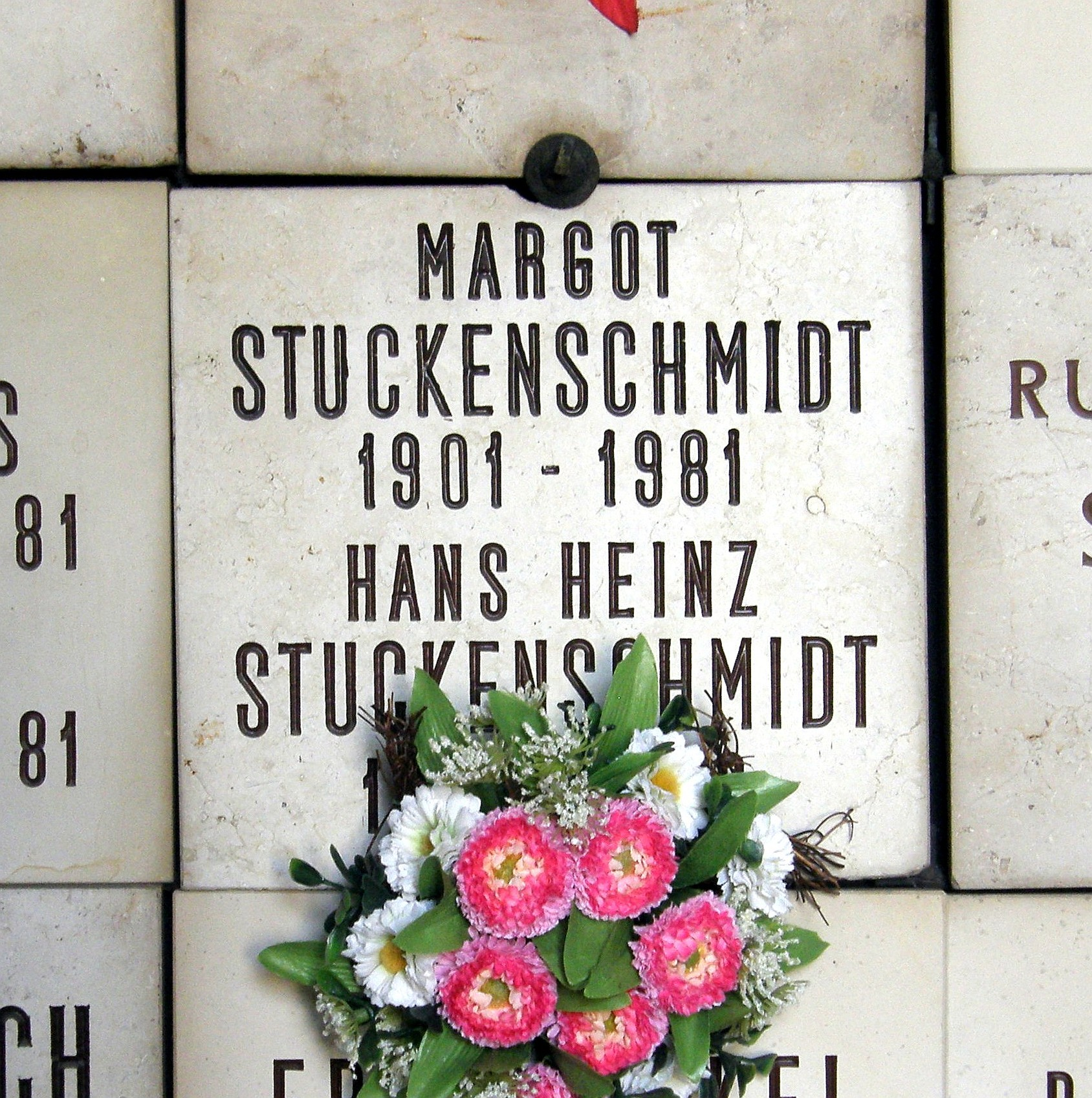
Stuckenschmidts Urnengrab auf dem Friedhof Wilmersdorf

1937 emigrierte Stuckenschmidt nach Prag, wo er zunächst für das Prager Tagblatt und von 1939 bis 1942 für die Besatzungszeitung Der Neue Tag schrieb. 1942 wurde er als Dolmetscher zur Wehrmacht eingezogen und 1946 aus amerikanischer Kriegsgefangenschaft entlassen.
Nach Kriegsende wurde Stuckenschmidt Leiter der Abteilung Neue Musik beim Sender RIAS Berlin, 1947 Musikkritiker der Neuen Zeitung, gab 1947–1949 mit Josef Rufer die Zeitschrift Stimmen heraus und war seit 1948 Dozent, seit 1949 außerordentlicher und 1953–1967 ordentlicher Professor der Musikgeschichte an der Technischen Universität Berlin. Von 1956 bis 1987 war er Musikkritiker bei der Frankfurter Allgemeinen Zeitung.
Stuckenschmidt erhielt zahlreiche Auszeichnungen für seine Arbeiten, er war u. a. Mitglied des PEN-Clubs und der Deutschen Akademie für Sprache und Dichtung, Darmstadt. 1971 erhielt er die Ernst-Reuter-Plakette des Landes Berlin. 1974 wurde er Mitglied der Akademie der Künste Berlin (West), 1977 verlieh ihm die Universität Tübingen die Ehrendoktorwürde.
Stuckenschmidt wurde auf dem Friedhof Wilmersdorf beigesetzt.

## Kompositionen
- 1921 Neue Musik. Drei Klavierstücke: 1. Expression Violett, 2. Der Champagner-Cobler und die grüne Sonne, 3. Marsch Alexanders des Großen über die Brücken Hamburgs.

## Schriften
- 1951 Arnold Schönberg. Zürich und Freiburg, 2teA 1957
- 1951 Neue Musik. Band 2 der Reihe Zwischen den beiden Kriegen. Berlin.
- 1954 Hrsg. von Ferruccio Busoni: Entwurf einer neuen Ästhetik der Tonkunst. Frankfurt.
- 1957 Glanz und Elend der Musikkritik. Berlin.
- 1957 Strawinsky und sein Jahrhundert. Berlin.
- 1958 Schöpfer der Neuen Musik. (20 Komponistenporträts), Suhrkamp, Frankfurt.
- 1963 Boris Blacher. Berlin, revidierte Fassung von H. Kunz 1985.
- 1964 Oper in dieser Zeit – europäische Opernereignisse aus vier Jahrzehnten. Velber bei Hannover.
- 1965 Johann Nepomuk David. Wiesbaden.
- 1966 Maurice Ravel – Variationen über Person und Werk. Frankfurt, engl. Übersetzung 1968.
- 1967 Ferruccio Busoni – Zeittafel eines Europäers. Zürich, engl. Übersetzung 1970.
- 1969 Was ist Musikkritik? Gedanken zur Vernichtung des Kunsturteils durch Soziologie. in: Studien zur Wertungsforschung. Bd. 2, S. 26–42, hg. Harald Kaufmann, Graz.
- 1969 Twentieth Century Music. London und New York, frz. Übersetzung 1969; dt. Musik des 20. Jahrhunderts. München: Kindler, 1979, ISBN 3463007401.
- 1970 Twentieth Century Composers. London, das deutsche Original erschien 1971: Die großen Komponisten unseres Jahrhunderts. München.
- 1974 Arnold Schönberg – Leben, Umwelt, Werk. Zürich, Atlantis.
- 1976 Die Musik eines halben Jahrhunderts. 1925-1975, Essay und Kritik. München/Zürich, Piper.
- 1979 Zum Hören geboren. Ein Leben mit der Musik unserer Zeit. Autobiographie, München, Piper.
- 1981 Margot – Bildnis einer Sängerin. München/Zürich, Piper. ISBN 3-492-02697-4.
- 1983 Schöpfer klassischer Musik – Bildnisse und Revisionen. Siedler, Berlin.

## Würdigung
- Von den Musikkritikern und Musikschriftstellern Europas ist Hans Heinz Stuckenschmidt der einzige, der weit über die Grenzen unseres Kontinents hinaus hohes Ansehen gewonnen hat. Seine allen aktuellen Problemen aufgeschlossene und mit größter Kompetenz ausgeübte Tätigkeit als Musikkritiker einiger Tageszeitungen von internationaler Geltung hätte allein schon genügt, einen Ruf zu begründen, der sich ostwärts bis nach Japan, westwärts bis an die Küsten des Pazifischen Ozeans verbreitete. (...) Die aus leidenschaftlicher Anteilnahme an kühnen Vorstößen in musikalisches Neuland hervorgehende Brisanz seiner besonders in jenen frühen Jahren oft provozierend kühnen, stets aber mit Eleganz gepaarten Sprache, die im musikkritischen Bereich ein Novum bedeutete, forderte in gleichem Maße zu Widerspruch wie zu begeisterter Zustimmung heraus; (...). – Neue Zürcher Zeitung, 1971.[4]